# Tramvaiul din Timișoara
Tramvaiele sunt o modalitate de transport în comun din municipiul Timișoara. Operatorul este STPT.

## Istorie
- 1865: Încep lucrările la linia de tramvai.
- La începutul anului 1868 se inaugurează Societatea de Tramvai cu Cale Ferată din Timișoara, care devine Societatea de Transport Timișoara;
- La 8 iulie se pune în funcțiune prima linie de Tramvai cu Cai, între Gara Centrală (acum de Nord) și Centru;
- Peste 28 ani se înființează societatea Tramvaiele Comunale Electrice din Timișoara.
- La finele anului 1899 se pune în funcțiune tramvaiul cu tracțiune electrică.
- 1904: Societatea se redenumește Tramvaie Comunale Timișoara.
- 1920: Se pun bazele producției de tramvaie în ateliere proprii
- La sfârșitul anului 1939 se înființează ITT (Interprinderea de Transport Timișoara).
- Între 1955-'62 se achiziționează vagoane românești, produse de Electroputere Craiova.
- La 23 august 1970 (în cadrul unui comunicat de presă se a anunță începerea proiectului Timiș, la sfârșitul aceluiași an fabricându-se și prototipul de vagon Timiș.
- 1972: Începe fabricația în serie a tramvaiului de tip Timiș.
- În 1990 se înființează RATT.
- 1992: Refacerea liniei de tramvai 5
- Între 1993 și 1998 se modernizează 7 dintre cele 12 linii existente
- 1995: Peste 33 de tramvaie, cumpărate la mâna a doua, sunt aduse din Germania.
- 2001-2007: Peste 55 de tramvaie, cumpărate la mâna a doua,  sunt aduse din Germania].
- 2007: Un tramvai Citadis de ultimă generație este expus la Târgul de Turism, iar RATT își exprimă dorința de a organiza o licitație pentru a cumpăra garnituri noi de tramvaie pentru liniile Timișorene, la care și Citadis să participe.
- 2007: Începe modernizarea liniilor de tramvai
- 2008: Comunicat de Presă, anunțând 2010 ca dată a licitației, iar Siemens, Citadis și Bombardier.
- 2009 : Se cumpără încă 5 garnituri complete din Germania (Bremen). Desființarea liniei 10 și înlocuirea cu linia 11. Pe data de 16 Noiembrie a circulat pentru ultima dată tramvaiul 3. De la această dată linia a fost desființată. În consecință peste 10.000 de oameni, majoritatea din Freidorf, au rămas fără un mijloc de transport sigur și eficient.

## Garnituri
- Hansa GT4(54 vehicule)
- Rathgeber P3.16 și p3.17 (25 vehicule)
- GT6 (12 vehicule)
- GT8 (12 vehicule)
- Wegmann (23 vehicule)

### Vehicule istorice
- Gemene
- EP
- I.T.B V58
- Timiș 1
- Timiș 2

## Linii

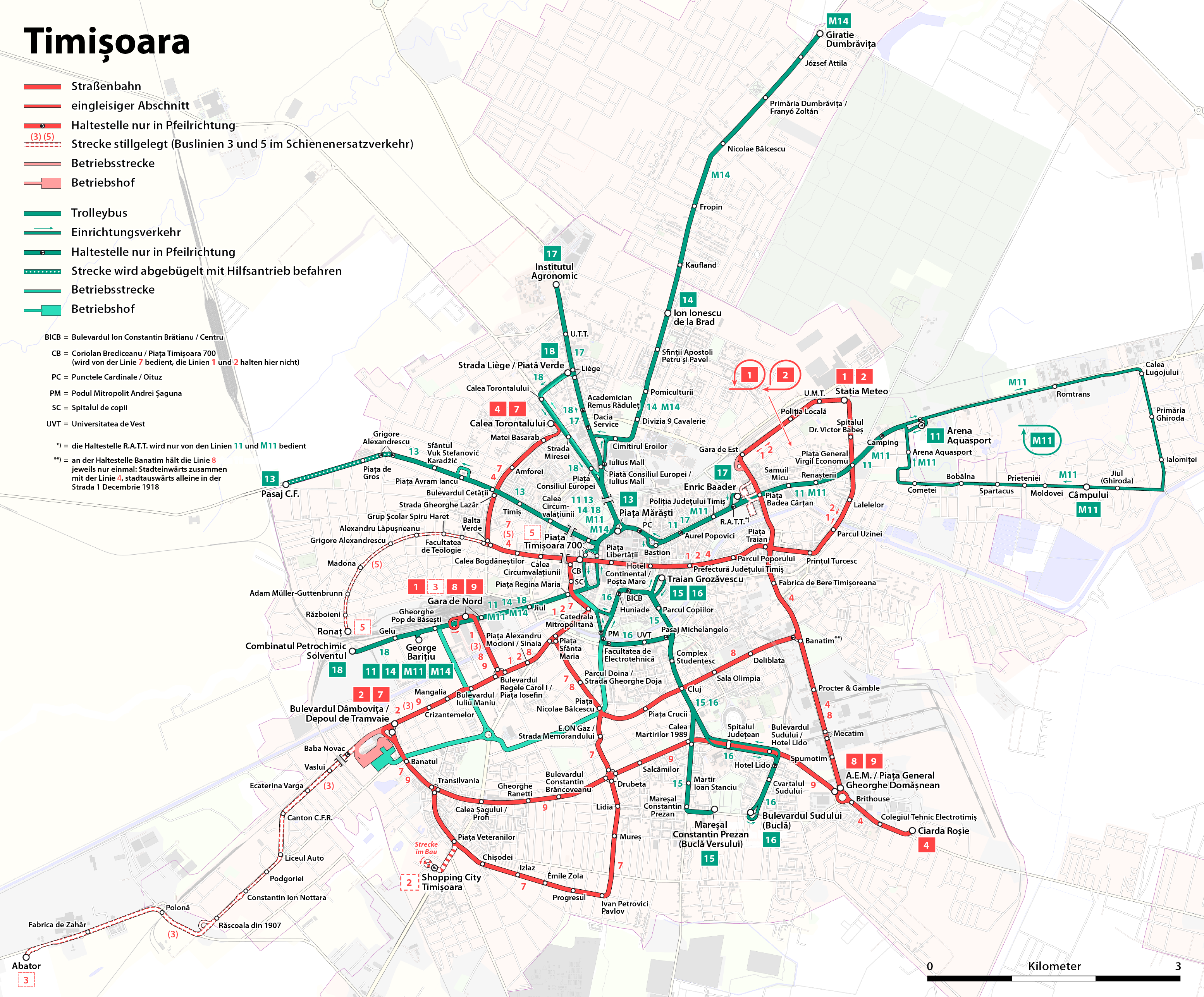

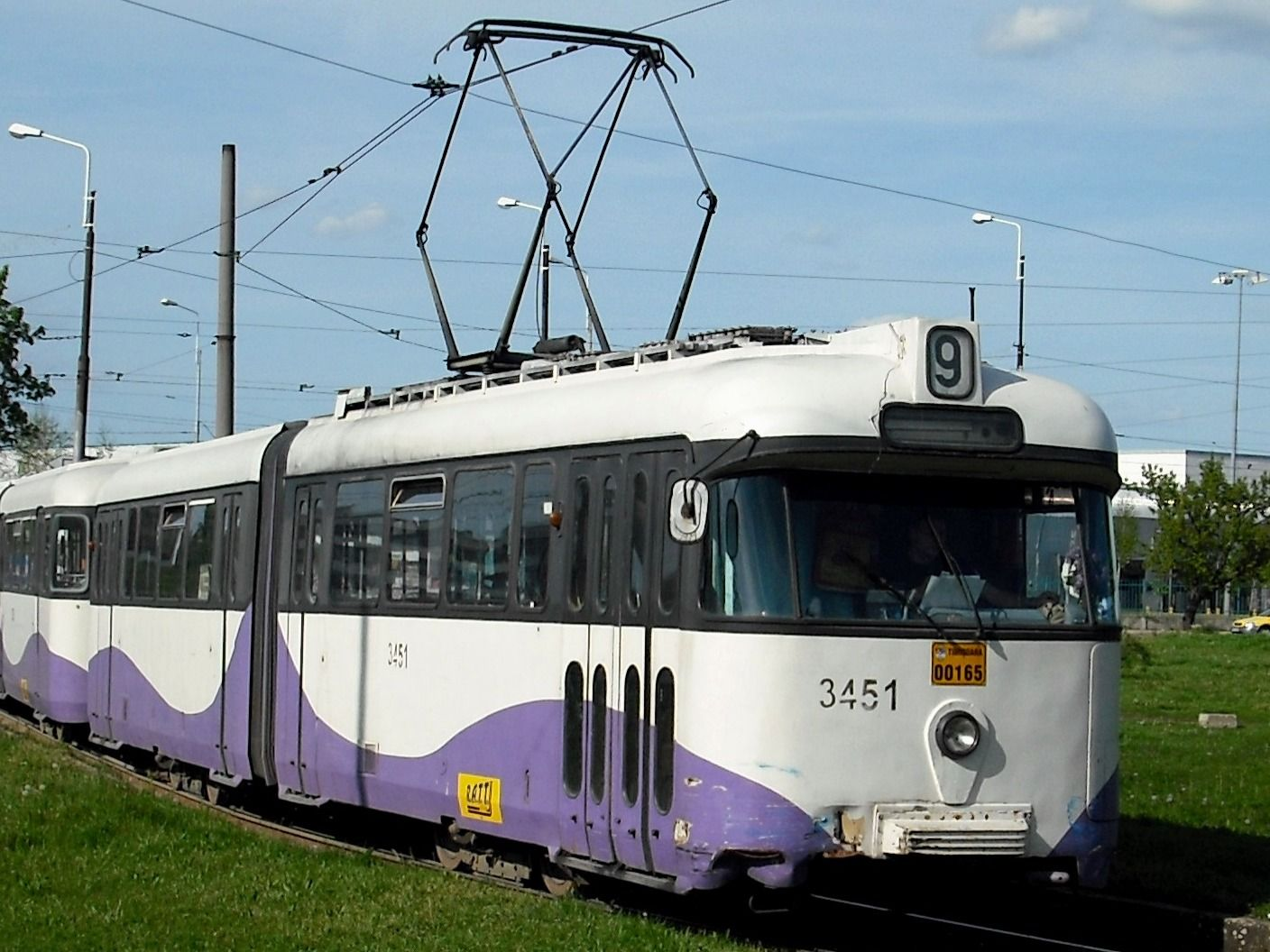
Tramvai Hansa pe linia 9

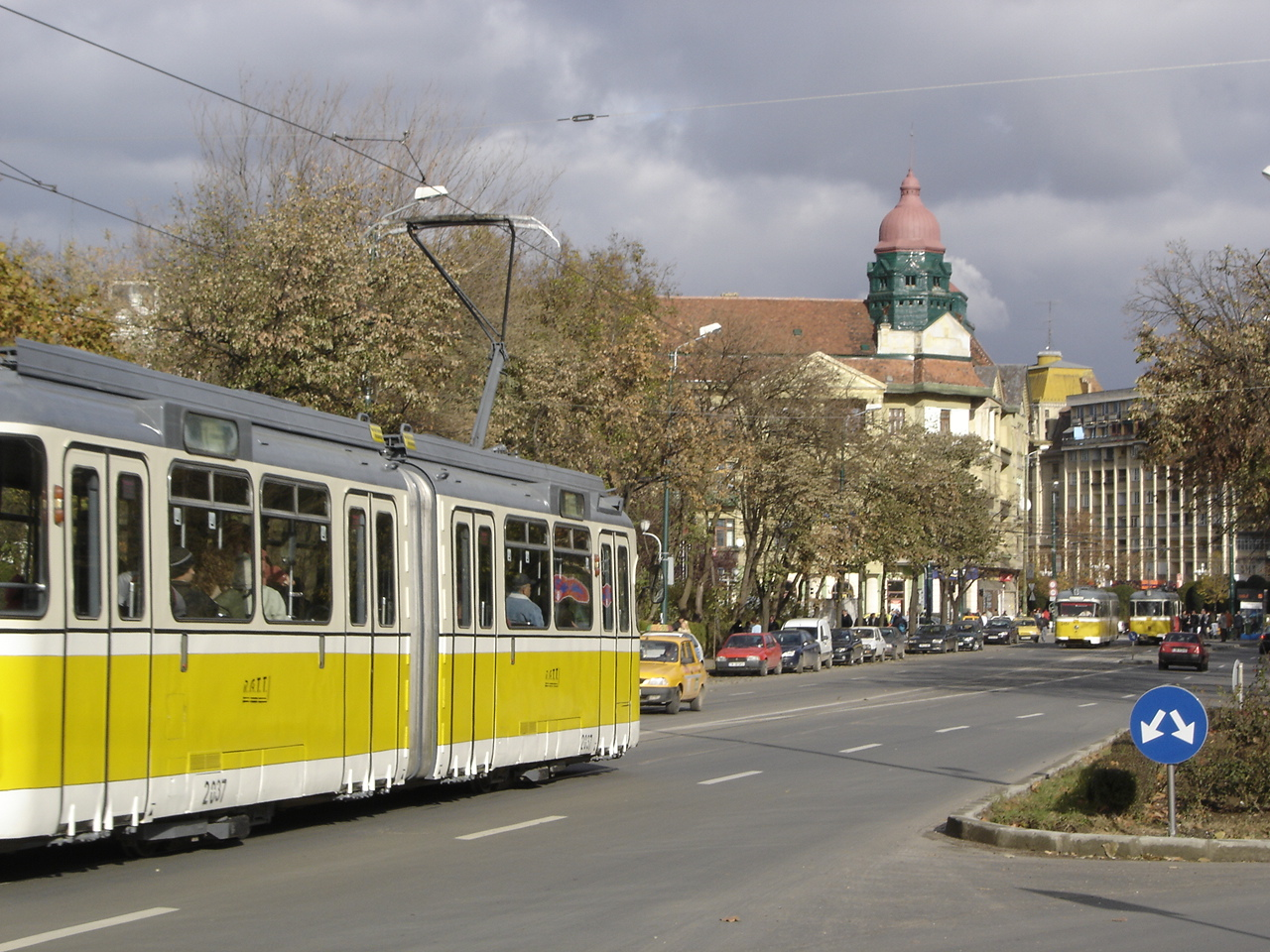
Tramvai în schema de vopsea veche

Rețeaua este compusă din 8 linii.

### Actuale
- 1 (Gara Timișoara Nord - Stația Meteorologică Timișoara)
- 2 (Shopping City Timișoara - Stația Meteorologică Timișoara)
- 4 (Calea Torontalului - Ciarda Roșie)
- 5 (Ronaț - Piața Timișoara 700) (Microbuz)
- 6 (Circuit: Piața Maria - Catedrala Mitropolitană - Piața Traian - Banatim - Piața Nicolae Bălcescu)
- 7 (Depoul Dâmbovița - Calea Torontalului)
- 8 (Gara Timișoara Nord - Ciarda Roșie)
- 9 (Gara Timișoara Nord - Ciarda Roșie)

### Foste
- I
- II
- III
- IV
- V
- 1B
- 2B
- 3
- 3B
- 5B
- 8B
- 10
- 11

Cu cifre romane erau numerotate liniile tramvaiului electric din Timișoara, de la introducerea sa în 1899, până în 1923, când s-a trecut la numerotarea cu cifre arabe a liniilor.